# Hymenocaris
Hymenocaris è stato un crostaceo fillocaride dell'ordine Hymenostraca e della famiglia degli Hymenocarididae vissuto dal Cambriano all'Ordoviciano.

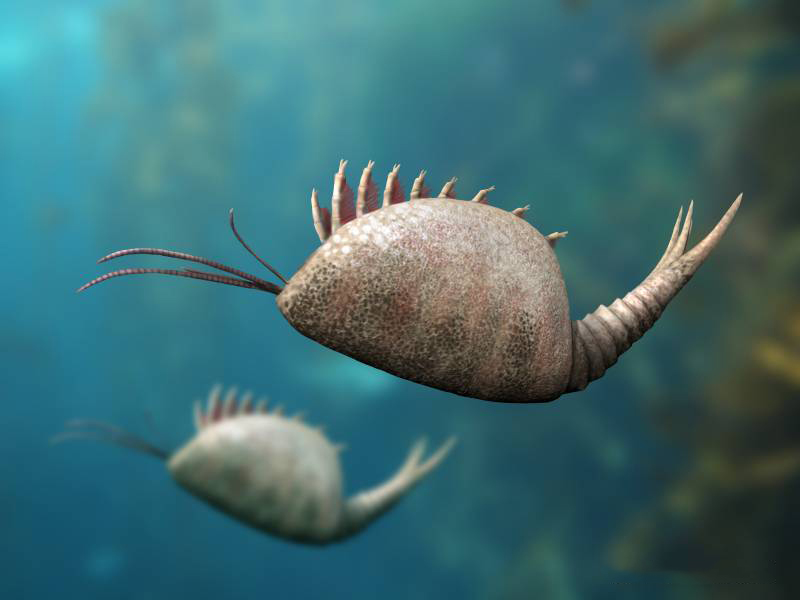
Ricostruzione paleoartistica dell'aspetto di Hymenocaris

## Descrizione
Questo crostaceo possedeva un carapace ovoidale, privo di ornamentazioni e formato da due valve laterali. In quest'organismo il carapace non era fuso con il torace. Il torace è formato da 6 segmenti, ciascuno dei quali possiede un paio di appendici appiattite. L'addome è costituito di 7 somiti e  di un telson con 3 paia di spine, di cui quella mediana più lunga e quelle laterali divergenti. Aveva una lunghezza media di 6 cm.

## Habitat
I crostacei fillocaridi come Hymenocaris vivevano in acque poco profonde. Distribuito geograficamente in Europa, Nordameria e Australasia.